# Quilandy
Quilandy è una suddivisione dell'India, classificata come municipality, di 68.970 abitanti, situata nel distretto di Kozhikode, nello stato federato del Kerala. In base al numero di abitanti la città rientra nella classe II (da 50.000 a 99.999 persone).

## Geografia fisica
La città è situata sull'Oceano Indiano nella parte settentrionale dello stato del Kerala, circa 430 km a nord della capitale Trivandrum.

## Società

### Evoluzione demografica
Al censimento del 2001 la popolazione di Quilandy assommava a 68.970 persone, delle quali 32.923 maschi e 36.047 femmine. I bambini di età inferiore o uguale ai sei anni assommavano a 7.214, dei quali 3.700 maschi e 3.514 femmine. Infine, coloro che erano in grado di saper almeno leggere e scrivere erano 57.059, dei quali 28.216 maschi e 28.843 femmine.